# Maratecoara splendida
Maratecoara splendida är en fiskart som beskrevs av Costa 2007. Maratecoara splendida ingår i släktet Maratecoara och familjen Rivulidae. Inga underarter finns listade i Catalogue of Life.